# Diplusodon lanceolatus
Diplusodon lanceolatus är en fackelblomsväxtart som beskrevs av Johann Baptist Emanuel Pohl. Diplusodon lanceolatus ingår i släktet Diplusodon och familjen fackelblomsväxter. Inga underarter finns listade i Catalogue of Life.